# 弗洛里森特 (密蘇里州)
弗洛里森特（英語：Florissant，i/ˈflɒrɪsənt/）是位於美國密蘇里州聖路易斯縣的城市。

## 人口
根據2020年美國人口普查的數據，弗洛里森特的面積為33.31平方千米，當中陸地面積為32.51平方千米，而水域面積為0.80平方千米。當地共有人口52533人，而人口密度為每平方千米1,577人。